# جاش کیر
جاش کیر (انگلیسی: Josh Kear؛ زادهٔ ۱۱ اکتبر ۱۹۷۴) موسیقی‌دان اهل ایالات متحده آمریکا است. وی از سال ۱۹۹۶ میلادی تاکنون مشغول فعالیت بوده‌است.